# Predmetak
Prefiks ili predmetak u gramatici označava afiks koji dolazi ispred korijena riječi. Sama riječ "prefiks" sastavljena je od korijena fiks (sa značenjem "pridodati" u ovom slučaju) i prefiksa pre- (sa značenjem "prije"), a obje riječi imaju latinski korijen.
Primjeri prefiksa:
- nesretan : ne- je negativni, niječni ili antonimijski prefiks.
- pregled : pre- je prefiks sa značenjem 'prije'
- revizija, revolucija : re- je prefiks koji znači 'ponovo'.

## Više informacija
- Hrvatski prefiksi
- Prefiksi i sufiksi u hebrejskom